# Athoumane Solihi
Athoumane Solihi, född 30 mars 1991, är en komorisk simmare.
Solihi tävlade för Komorerna vid olympiska sommarspelen 2016 i Rio de Janeiro, där han blev utslagen i försöksheatet på 50 meter frisim.